# Родхусет (станция метро)
«Родхусет» (Rådhuset в переводе со швед. — «ратуша») — станция Стокгольмского метрополитена. Расположена на Синей линии обслуживается маршрутом T10, Т11.
Станция стокгольмского метро между T-Centralen и Fridhemsplan в районе острова Kungsholmen. Станция названа в честь городской ратуши, здание которой находится на поверхности. Там же можно найти здание муниципалитета и штаб полиции. Расстояние от начальной станции линии Kungsträdgården составляет всего 1,5 километра. Имеет восточный и западный входы. Начала функционировать 31 августа 1975 года, одновременно со всеми основными станциями синей линии.
Как и многие другие станции этой линии, представляет собой пример органической архитектуры, оставляющей естественную поверхность скалы необработанной тем самым создавая впечатление естественных системы подземных пещер. Оформлена в стиле поп-арт с композициями корзин и дров в стене, а также художественными элементами в виде ботинок, свисающих прямо с потолка.

## Галерея

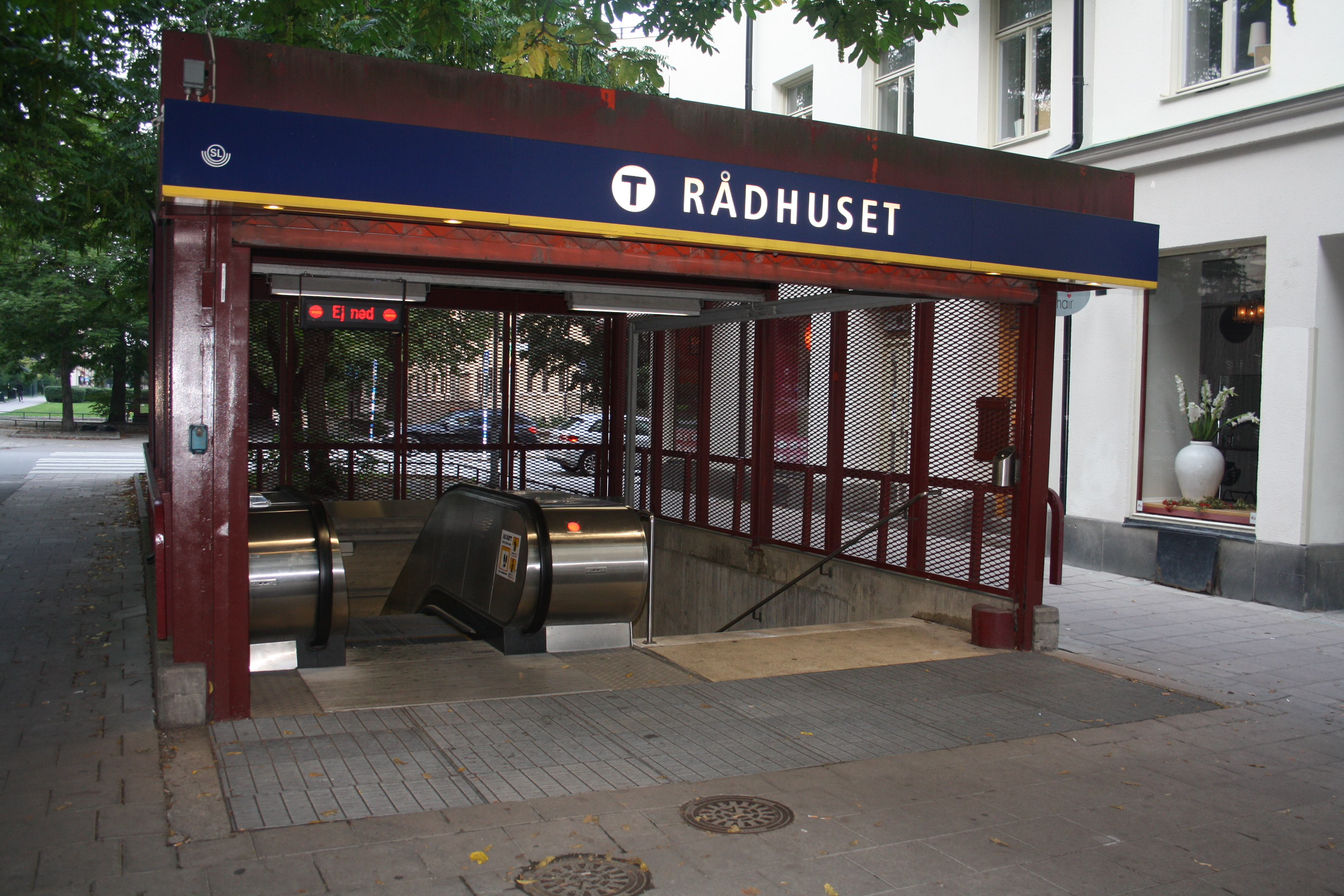
Вход на станцию
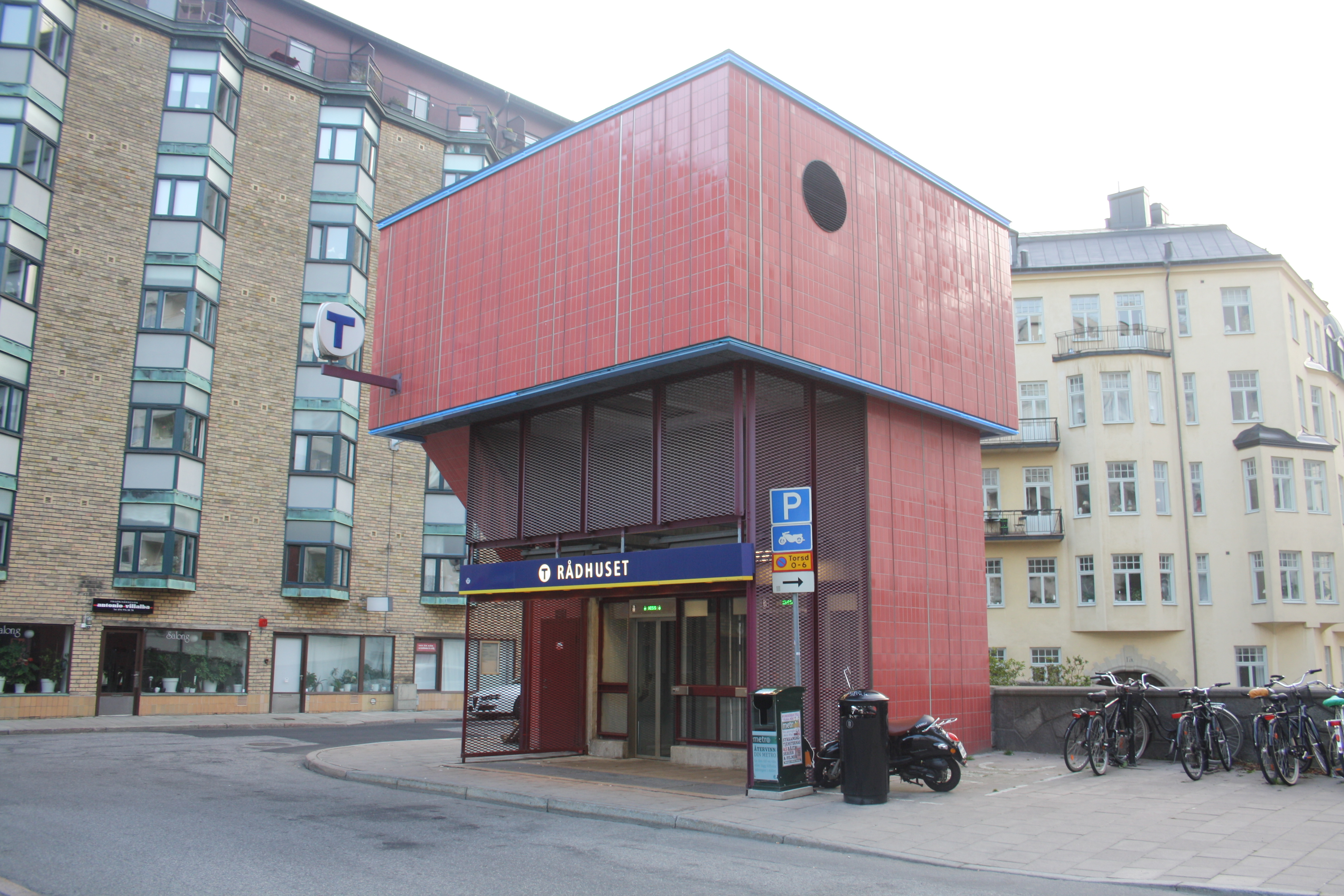
Входной павильон
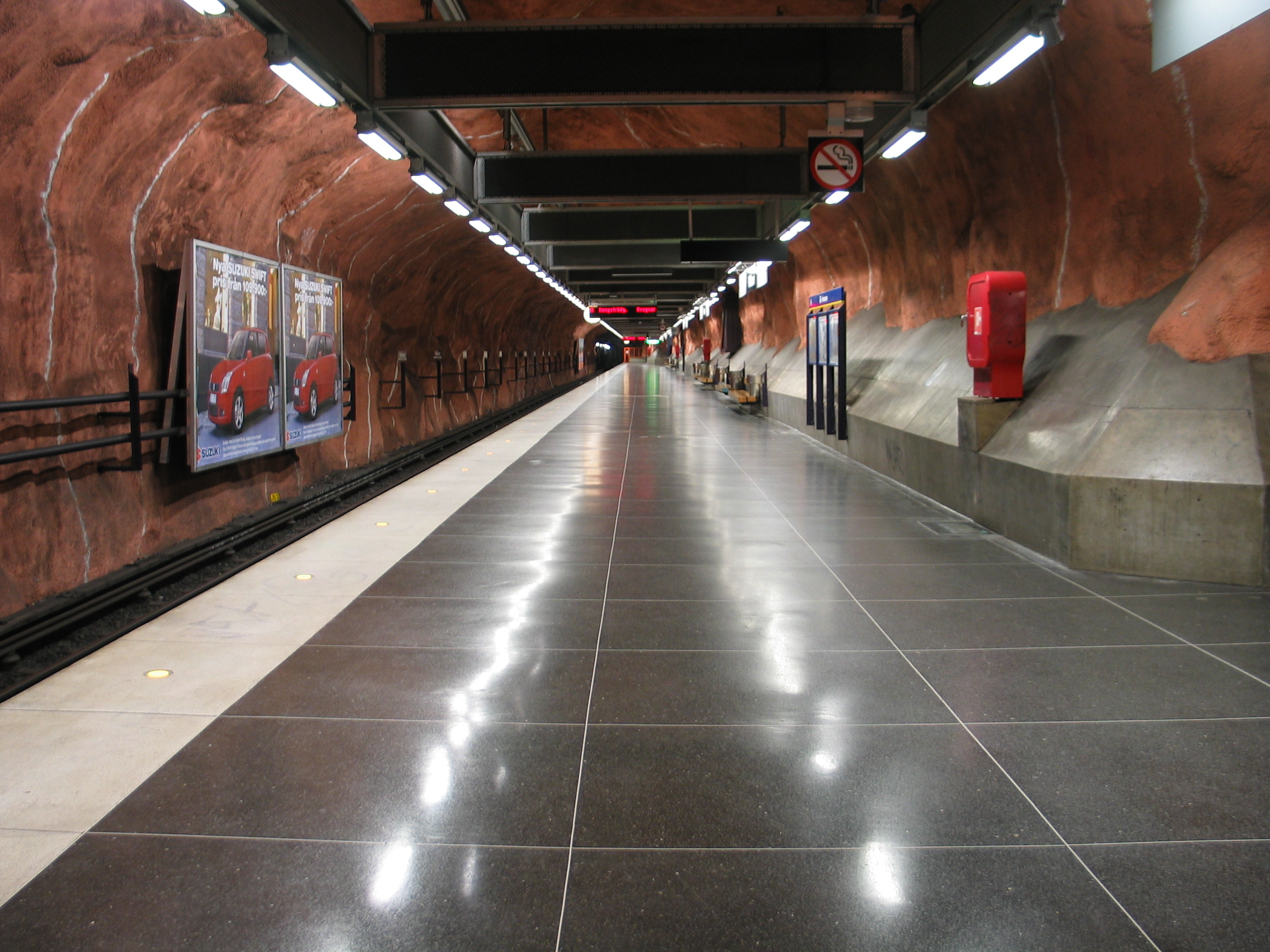
Посадочная платформа
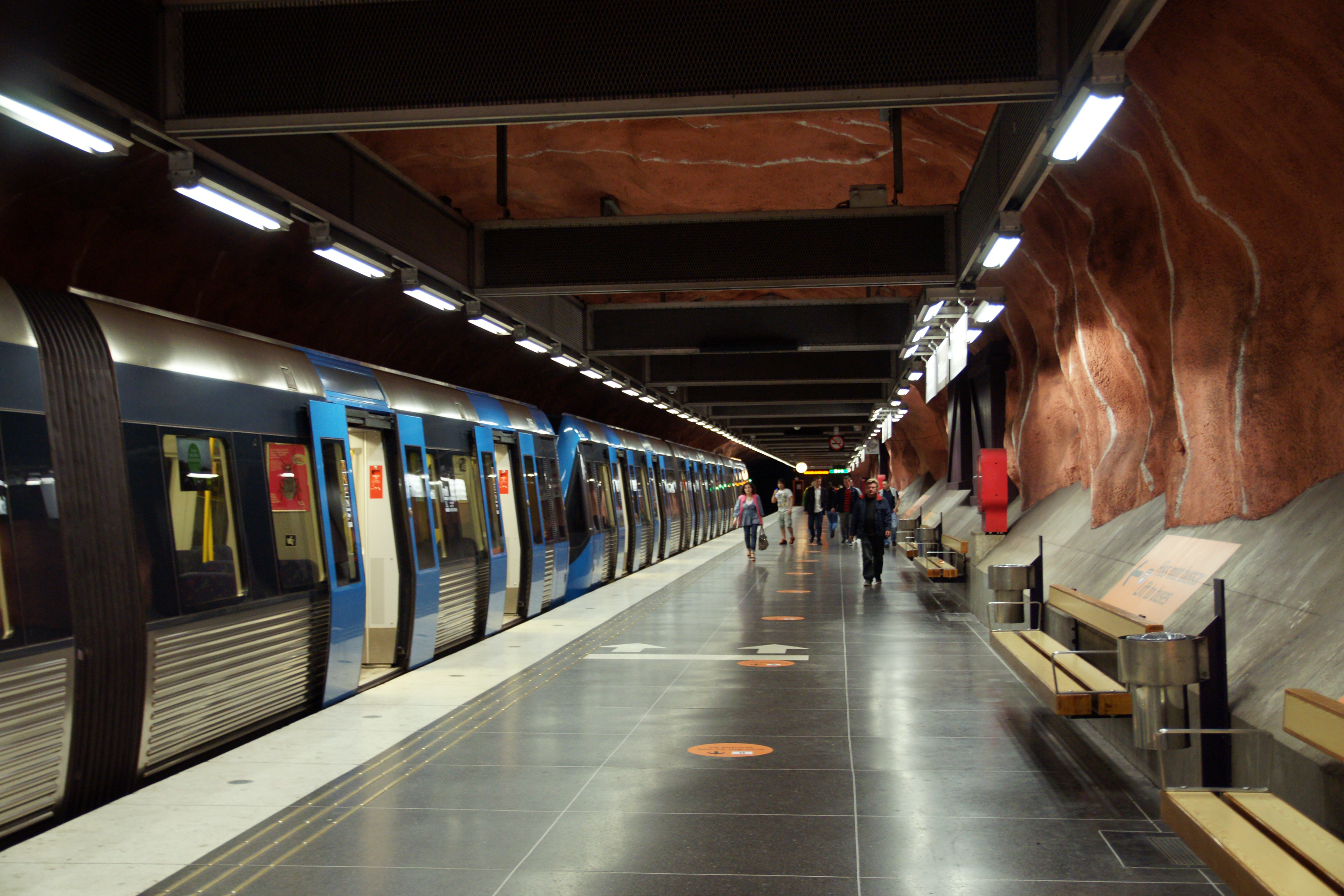
Поезд на посадочной платформе
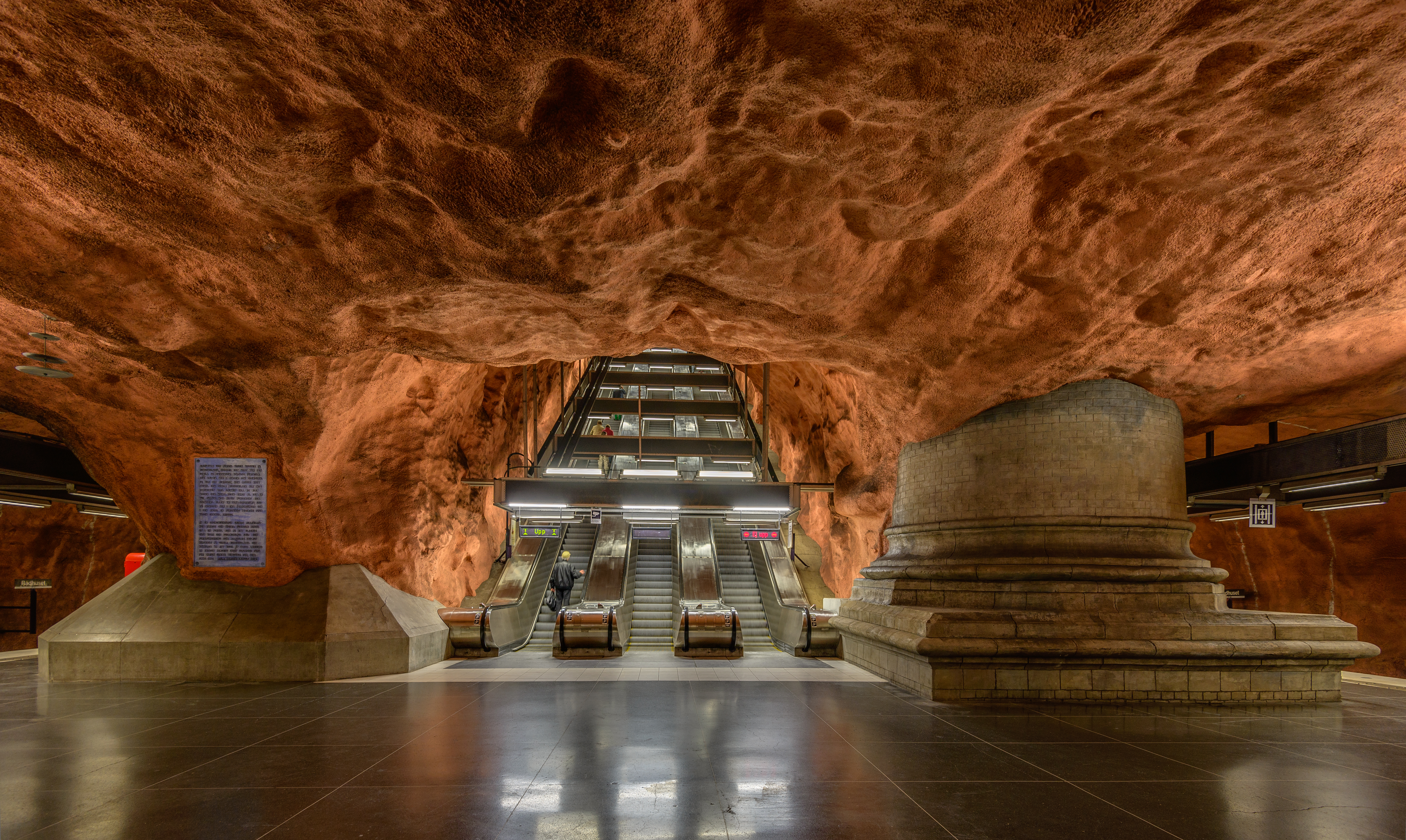
Восточный торец
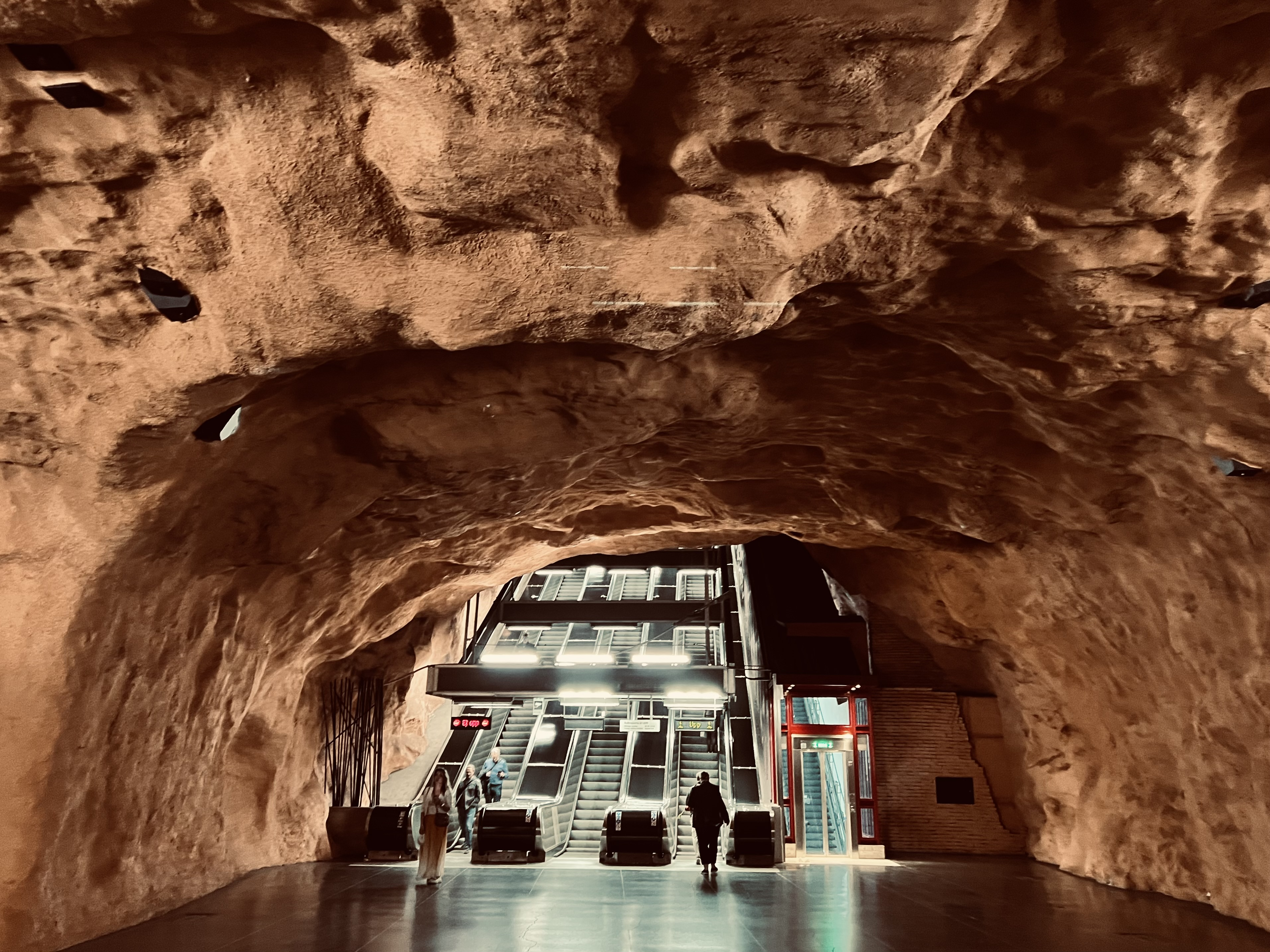
Западный торец
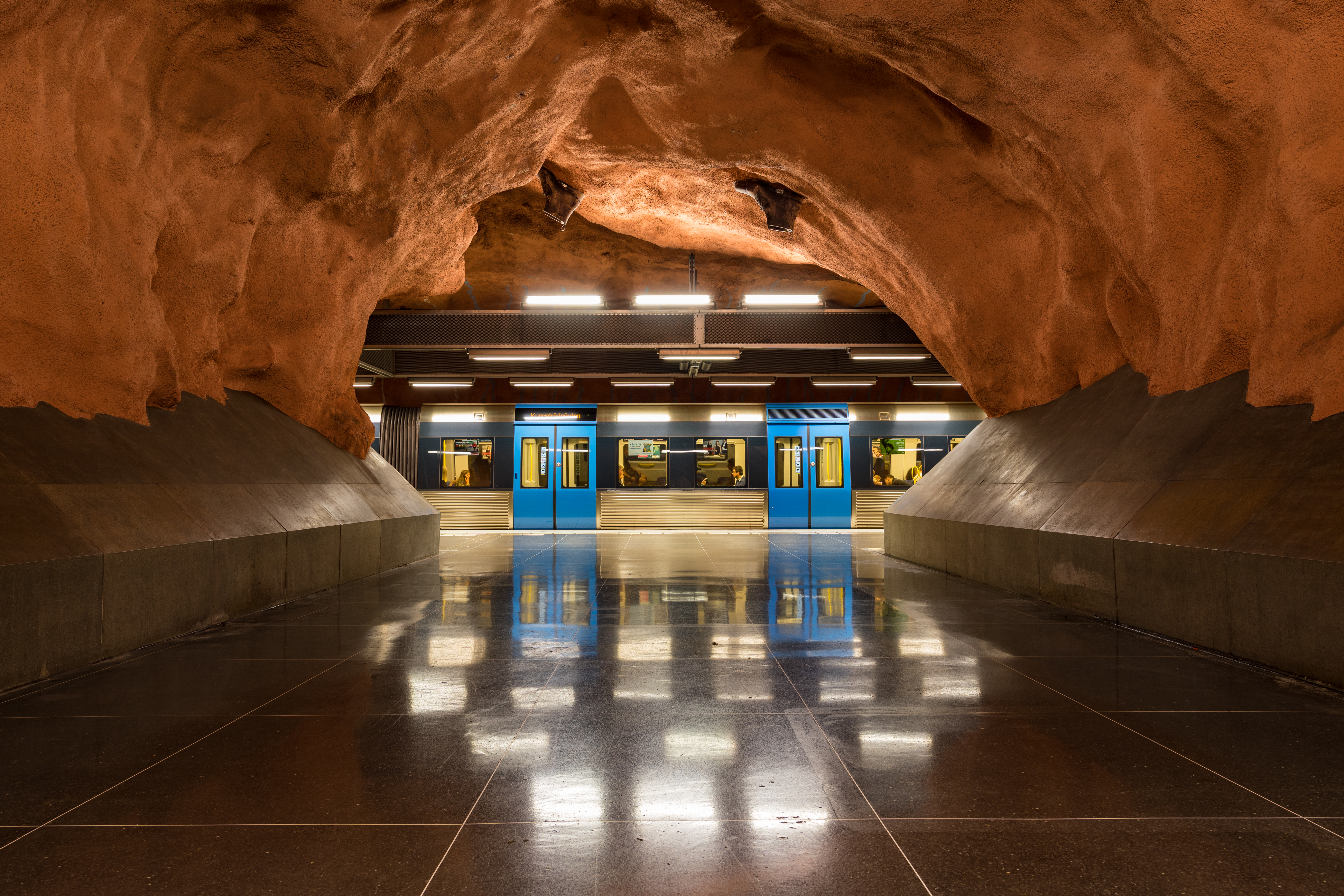
Коридор между платформами
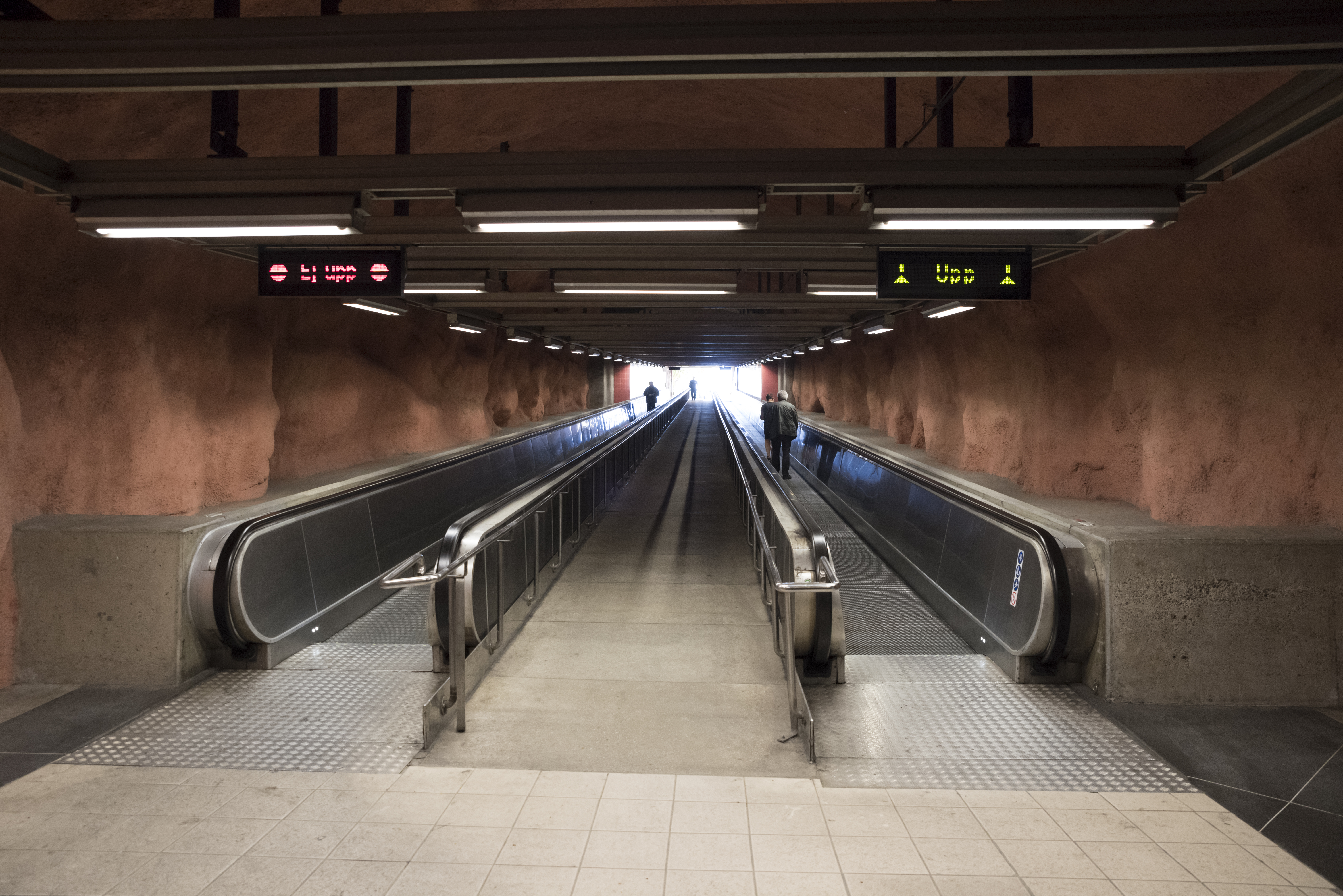
Траволаторный тоннель